# Belisana bohorok
Belisana bohorok är en spindelart som beskrevs av Huber 2005. Belisana bohorok ingår i släktet Belisana och familjen dallerspindlar. Inga underarter finns listade.